# ماكس غوتزه
ماكس غوتزه (بالألمانية: Max Götze) مواليد 1880 - الوفاة 1944، كان دراج ألماني متخصص في سباق الدراجات على المضمار. سبق أن شارك في دورة الألعاب الأولمبية الصيفية وفاز بميدالية أولمبية.

## الميداليات
| الميدالية | المسابقة                       |
| --------- | ------------------------------ |
| فضية      | الألعاب الأولمبية الصيفية 1908 |
| فضية      | الألعاب الأولمبية الصيفية 1906 |

## روابط خارجية
- ماكس غوتزه على موقع أرشيف الدراجات (الإنجليزية)
- ماكس غوتزه على موقع إحصائيات الدراجات الإحترافية (الإنجليزية)
- ماكس غوتزه على موقع أوليمبيديا (الإنجليزية)
- profile